# 피리부는 사나이 (2002년 드라마)
《피리부는 사나이》는 2002년 3월 29일에 MBC에서 방영한 베스트극장이다.

## 등장 인물

### 주요 인물
- 정성화 : 선우 역
- 신신애 : 신정숙 역
- 김영배 : 정숙의 남편 역
- 김미희 : 윤희 역 - 선우의 아내
- 장경준 : 예석 역 - 정숙의 아들

### 그 외 인물
- 김일우
- 차주옥
- 정호근
- 강상구
- 고일화
- 김신일
- 구혜령
- 신동미
- 이경미
- 장준영